# Campylorhynchus capistratus
Campylorhynchus capistratus (лат.) — вид птиц из семейства крапивниковых (Troglodytidae). Выделяют 6 подвидов. Распространены от юго-западной Мексики до северо-запада Коста-Рики.

## Систематика
Ранее в составе вида Campylorhynchus rufinucha выделяли 8 подвидов. В публикации 2009 года было предложено разделить Campylorhynchus rufinucha на три вида, и Международный союз орнитологов согласился с этим разделением. Подвид C. r. humilis, получил статус вида Campylorhynchus humilis. Остальные шесть подвидов стали подвидами ещё одного выделенного вида Campylorhynchus capistratus. Соответственно, вид Campylorhynchus rufinucha остался монотипическим.
- Campylorhynchus capistratus nigricaudatus (Nelson, 1897) — юго-запад Мексики
- Campylorhynchus capistratus capistratus (Lesson, 1842) — от Сальвадора до севера Коста-Рики
- Campylorhynchus capistratus xerophilus (Griscom, 1930) — долина реки Мотагуа (Гватемала)
- Campylorhynchus capistratus castaneus Ridgway, 1888 — от Гватемалы до Гондураса
- Campylorhynchus capistratus nicaraguae (Miller & Griscom, 1925) — Никарагуа
- Campylorhynchus capistratus nicoyae Phillips, 1986 — полуостров Никоя (северо-запад Коста-Рики)

## Описание
Campylorhynchus capistratus достигает длины 15—19 см и массы от 24 до 42 г. Половой диморфизм не выражен. Верхняя часть головы чёрная, затылок рыжеватый. Широкие брови белого цвета. От основания клюва через глаз проходит чёрная полоса, доходящая до кроющих перьев ушей. Спина рыжеватая, нижняя часть спины и надхвостье коричневатые, испещрены рыжевато-коричневыми, белыми и чёрными полосами. Крылья и центральные рулевые перья испещрены широкими чёрными и бледно-серыми полосами, остальные рулевые перья преимущественно чёрные с широкими белыми кончиками. Щеки, горло и остальная часть нижней части тела белая, брюхо имеет легкий охристый оттенок. Окраска радужной оболочки с возрастом последовательно меняется от тускло-сине-серой, бледно-коричневой, коричневой, тускло-красновато-коричневой до красновато-коричневой, которая приобретается в возрасте 8 месяцев. Клюв чёрный; основание подклювья серое. Цевка и пальцы на ногах серовато-сизые. У молодых особей верхняя часть тела и полоса, которая проходит через глаза, пепельно-чёрные. "Брови" и нижняя часть тела охристые. Рыжеватый оттенок на надхвостье и спине более тусклый, спина испещрена нечёткими охристыми полосами, светлые полосы на крыльях менее чёткие, охристые.

## Места обитания
Campylorhynchus capistratus обитает в сухих тропических лесах и редколесьях, в кустарниковых и кактусовых зарослях, во вторичных лесах и саваннах, иногда в мангровых зарослях, на тенистых кофейных плантациях и в горных тропических лесах. Встречаются парами или семейными стайками до четырёх птиц, в Сальвадоре на высоте до 1400 м над уровнем моря, в Коста-Рике на высоте до 800 м над уровнем моря.

## Биология
Campylorhynchus capistratus питается беспозвоночными; в состав рациона входят мелкие жуки, сверчки, личинки, тараканы, пауки и т. д. Ищут пищу среди листьев и густой растительности, в трещинах коры или среди эпифитов. 
Гнездование в Сальвадоре длится с марта по июль, в Коста-Рике — с апреля по август. Гнездо сферической формы с боковым входом, сооружается родительской парой птиц из травы и растительных волокон, гнездовая камера устилается пухом и перьями. Гнездо размещается в кустарниковых или кактусовых зарослях, на высоте от 1,5 до 10 м над землей, преимущественно на высоте 4,5 м над землей, часто вблизи осиного гнезда. Иногда птицы используют заброшенные гнезда трупиалов. В кладке 4—5 (иногда 3 или 6) белых яиц, испещрённых коричневыми, пурпурными или чёрными пятнами. Инкубационный период длится примерно 2 недели, птенцы покидают гнездо через 2 недели после рождения. После размножения семьи спят вместе в общих гнездах, подобных тем, которые используются для размножения.

### КомменсализмCampylorhynchus capistratusиPolybia rejecta
На северо-западе Коста-Рики кактусовые крапивники Campylorhynchus capistratus чаще всего строят гнезда для размножения на деревьях рода Вахелия (Vachellia collinsii) и иногда вблизи гнезд общественных ос (Polybia rejecta). В эксперименте, проведённом Фрэнком Джойсом, занятые гнезда ос перемещались на случайно выбранные деревья с гнездами крапивников. Крапивники, чьи гнезда находились вблизи экспериментально перемещенных осиных гнезд, имели значительно больше шансов вывести потомство (37,5% из 16 попыток в 1987 году и 75% из 12 попыток в 1988 году), чем крапивники, чьи гнезда не были оборудованы осиными гнездами (0% из 16 попыток в 1987 году и 20% из 15 попыток в 1988 году). В 15 случаях повторные попытки гнездования были предприняты на одних и тех же деревьях как с экспериментально установленными осиными гнездами, так и без них. Основной причиной неудач в гнездовании крапивников было хищничество, в первую очередь со стороны капуцинов Cebus imitator. Разница в успешности гнездования крапивников с осами и без них, а также наблюдения за хищниками указывают на то, что увеличение выживаемости птенцов было связано с отпугиванием осами хищных позвоночных.